# Antic projecte de la Línia T10 de Metrovalència
|  | No s'ha de confondre amb l'actual Línia 10 de Metrovalència.. |

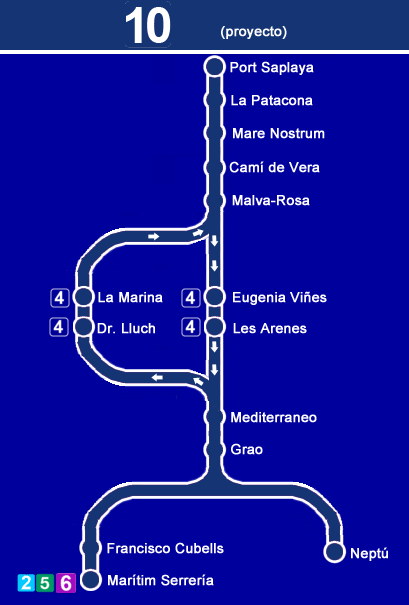
Plànol proposat per a l'antiga línia 10

La línia T10 o Tramvia de la Costa és un antic projecte d'una línia de tramvia de Metrovalència.
Es va anunciar el 2005 i uniria la costa de l'Horta amb la ciutat mitjançant el nexe Marítim-Serrería i disposaria de dos finals de línia: Port Saplatja i Neptú. Es constituiria d'un tram arran de terra orientat al llarg de la costa incorporant-hi el bucle de la línia 4 al Cabanyal i el tram tramviaire de Marítim-Serrería a Neptú. El 2007 es va inaugurar el tram entre Marítim-Serreria i Neptú i la connexió entre aquest i el bucle del Cabanyal com a part de les línies 5 i 6, que amb la construcció del tram nord passarien a conformar la línia T10, però eventualment és va abandonar el projecte. El tram entre Marítim-Serrería i Neptú va romandre part de la línia 5 fins 2015 quan va passar a ser la totalitat de la línia 8 mentre que el que connectava amb la línia 4 va passar a formar part de la línia 6.